# Сысои
Сысои — село в Сараевском районе Рязанской области России, административный центр Сысоевского сельского поселения.

## Географическое положение
Село расположено на берегу реки Пара в 11 км на северо-восток от райцентра посёлка Сараи.

## История
Село Сысои при учреждении Рязанского наместничества было отчислено от Козловского к Сапожковскому уезду. В качестве села с церковью Архистратига Михаила упоминается в окладных книгах 1676 года. Построение, вместо Архангельской обветшавшей, новой деревянной церкви во имя Живоначальной Троицы – холодной, а под нею Архангела Михаила – теплой, относится ко второй половине XVIII века. В 1761 году 12 октября из Тамбовской консистории послан был указ за № 2268 в Чернеевское духовное правление, коим предписывалось означенному правлению послать кому будет подлежательно освятить в Козловском уезде в селе Сысоеве новопостроенные церкви. Троицкая церковь в 1821 году за счет прихожан была перекрыта новым тесом, в 1828 году в ней был исправлен полинявший иконостас, а иконы возобновлены; в 1853 году она сгорела. Новая деревянная Троицкая церковь с приделом Архангельским в селе построена была в 1855 году. Церковной земли при ней числилось усадебной 3 дес., пахотной писцовой 42 дес., на каковую землю плана и межевой книги у причта не имеется, потому что в 1853 году сгорели все хранившиеся в церкви документы. 
В XIX — начале XX века село входило в состав Борецкой волости Сапожковского уезда Рязанской губернии. В 1906 году в селе было 418 дворов.
С 1929 года село являлось центром Сысоевского сельсовета Сараевского района Рязанского округа Московской области, с 1937 года — в составе Рязанской области, с 2005 года — центр Сысоевского сельского поселения.
До 2011 года в селе работала Сысоевская средняя общеобразовательная школа.

## Население
| 1859 | 1897  | 1906  | 2010 |
| ---- | ----- | ----- | ---- |
| 1623 | ↗2500 | ↗2824 | ↘559 |

## Инфраструктура
В селе имеются дом культуры, фельдшерско-акушерский пункт, отделение почтовой связи.